# Квист, Александр Ильич
Александр Ильич Квист (1820, уроженец Финляндии — 1878, Санкт-Петербург) — русский военный инженер, инженер-генерал-майор, учёный фортификатор и заслуженный профессор, профессор (1867 год) Николаевской инженерной академии и училища.

## Биография
С 1837 года на военной службе — кондуктор Главного инженерного училища и Николаевской инженереной академии, в 1840 году окончил их курс, и был оставлен при них репетитором по фортификации, в чине подпоручик. В 1841 году был назначен на должность преподавателя, курс — пути сообщения. В 1855 году стал адъюнкт-профессором, а в 1867 году профессором фортификации. Как преподаватель, отличался способностью красноречиво и увлекательно излагать предмет.
Преподавал фортификацию в Михайловской артиллерийской академии (1846 — 1867 годы), Николаевской академии генерального штаба (17.10.1850 — 01.06.1878 годы — преподаватель (с 24.09.1850 г. — и.д. профессора, с 23.03.1852 г. — профессор), Пажеском Его Величества корпусе (с 1859 года), Константиновском военном училище (1860 год) и Петербургском университете (в 1855 году, по особому Высочайшему повелению, курс — фортификация).
В 1855 году Александру Ильичу Квисту поручены были инженерные работы в крепости Свеаборг, где он выдержал бомбардирование с неприятельского флота. Пожалован военными чинами: подполковник в 1855 году, полковник в 1860 году, генерал-майор в 1868 году.
После Крымской войны Александр Ильич принимал участие во всех решаемых в Военном ведомстве проблемах вопросах связанных с инженерным делом (о развитии сети железных дорог, о центральном хлебопечении для войск и прессовании фуража, о передвижении войск по железным дорогам и водными путями, о устройстве постоянных лагерей, и так далее).

Был автором многих трудов по фортификации и военному делу. Постоянные поездки за границу позволили ему внести вклад не только в литературу всех отделов фортификации, но и в литературу о вопросах тюрем, госпиталей, перевозки раненых, взрывчатых веществ, понтонных парках.

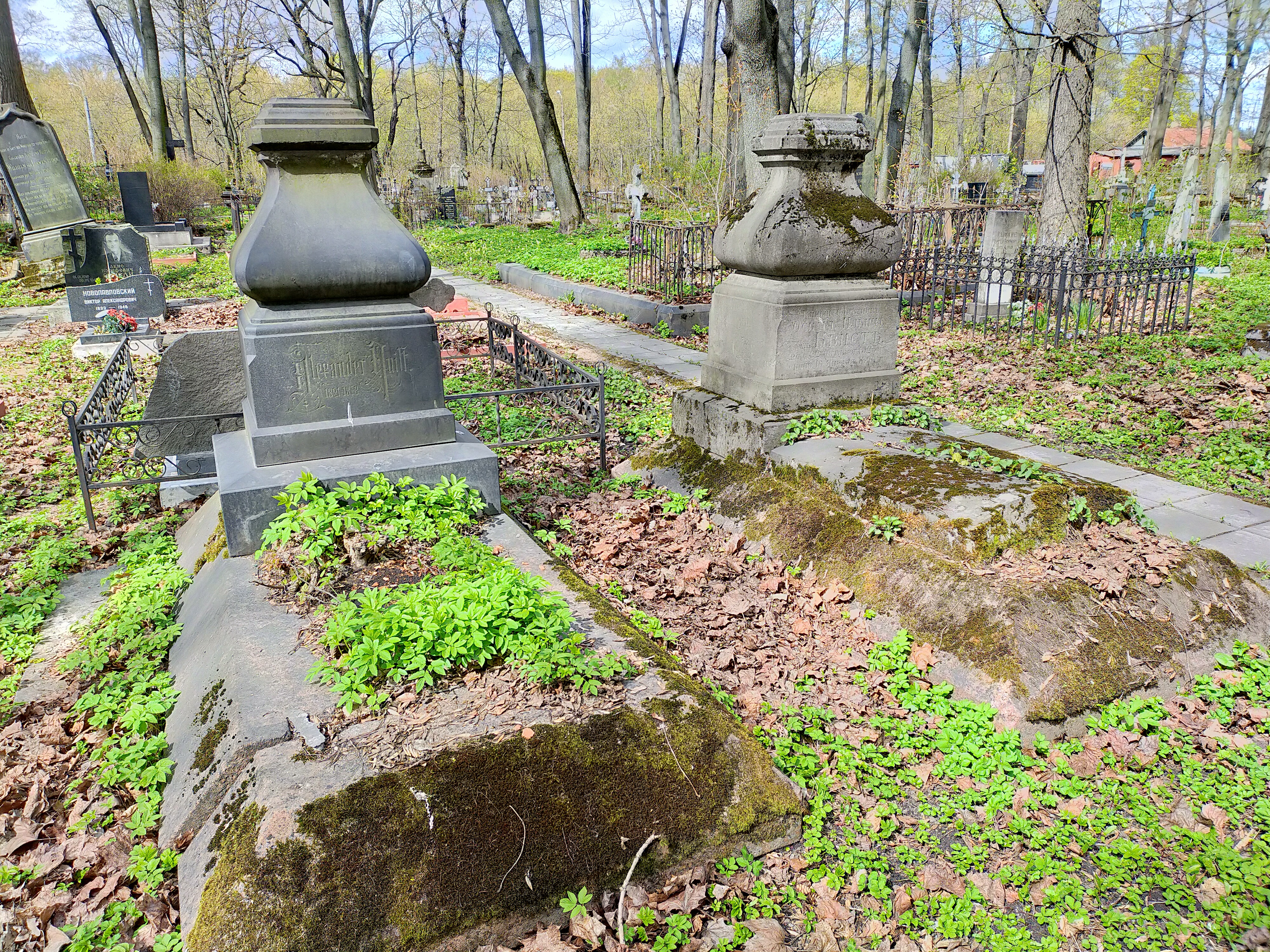
Могилы братьев А.И. и О.И. Квистов на Волковском лютеранском кладбище

Хлопотал вместе с братом, О. И. Квистом, о разрешении своему дяде, декабристу И. И. Горбачевскому поселиться после амнистии в Петербурге; в 1863 году разрешение было получено. 
 
Александр Ильич Квист умер в 1878 году в Санкт-Петербурге.

## Труды
- Наиболее выдающийся труд «Железные дороги в военном отношении». Часть первая. «Перевозка войск по железным дорогам» (Санкт-Петербург: типография А. Траншеля, 1868).
- Справочная книжка для русских офицеров. Санкт-Петербург, Типография 2-го Отделения Собств. Е. И. В. канцелярии, 1875, Составлена Генерального штаба генерал-майором Н. А. Махотиным при содействии: профессора Николаевской инженерной академии и училища, инженера генерал-майора Квиста, профессора Михайловской артиллерийской академии и Училища, гвардейской конной артиллерии полковника Фишера, и помощника начальника Военно-юридической академии и Училища, кандидата права, артиллерийского подполковника Володимирова.
- Квист А. И. Описание тюрем одиночного заключения : [1-4]. [Санкт-Петербург, 1864-1865] (Оттиски из "Инженерного журнала": 1864, № 4, 5; 1865, № 1, 5)[4]